# Little Sioux (Iowa)
Little Sioux – miasto w Stanach Zjednoczonych, w stanie Iowa, w hrabstwie Harrison. Zgodnie ze spisem statystycznym z 2000 roku, miasto liczyło 217 mieszkańców.